# Kúszó hortenzia
A kúszó hortenzia (Hydrangea petiolaris, avagy Hydrangea anomala petiolaris) a somvirágúak (Cornales) rendjébe tartozó hortenzia (Hydrangea) nemzetség egyik faja.
Oroszország távolkeleti részén, Koreában és Japánban honos kúszónövény. Levelei nagyok, sötétzöldek, fehér virágai nyáron nyílnak.
Metszeni nem kell, de az első virágzásra több évet kell várni.
USDA 4a éghajlati övezetbe tartozó növény, így -34,4 ° C (-30 ° F) és -31,7 ° C (-25 ° F) közötti fagyoknak is képes ellenállni.